# Classe Ouda
La Classe Ouda  est une classe de navire ravitailleur pétrolier de la marine russe. Ils disposent d'une capacité d'emport de 3 000 tonnes de carburant. Sur les 9 navires qui compose la classe, 3 ont été construits pour la marine indonésien et désarmé ultimement.

## Bâtiments
Il reste 4 unités en service.
- Koïda : entré en service en 1966 dans la Flotte de la Mer noire.
- Terek : entrée en service en 1962 dans la Flotte du Nord, désarmée en 2012
- Lena : entrée en service en 1966 dans la Flotte de la Baltique.
- Vichera : entrée en service en 1967 dans la Flotte du Pacifique, désarmé en 2011
- Dounaï : entré en service en 1965 dans la Flotte du Pacifique, désarmé en 2021
- Cheksna : entré en service en 1962 dans la Flotte de la Baltique, désarmé en 2012